# Tournoi des As 1990
Navigation
Le Mans 1989 Paris 1991
Le Tournoi des As 1990 est la 3e édition du Tournoi des As de basket-ball. Il se déroule du 6 au 7 avril 1990 au Centre municipal des sports de Tours. Le vainqueur du tournoi est qualifié pour la coupe des vainqueurs de coupe 1990-1991. 

## Résumé
Cette troisième édition du tournoi a lieu juste après la fin de la saison régulière du championnat de France. Les quatre premiers de la saison régulière sont qualifiés. Le Limoges CSP remporte le titre pour la deuxième fois. Cholet perd sa troisième finale consécutive.

## Participants
| Équipes qualifiées                |
| --------------------------------- |
| Limoges Antibes Cholet Pau-Orthez |

## Tableau
|  | Demi-finales            | Demi-finales            |         |    | Finale                | Finale                |
|  | Demi-finales            | Demi-finales            |         |    | Finale                | Finale                |
|  |                         |                         |         |    |                       |                       |
|  | Vendredi 6 avril, 18h00 | Vendredi 6 avril, 18h00 |         |    | Samedi 7 avril, 15h00 | Samedi 7 avril, 15h00 |
|  | Vendredi 6 avril, 18h00 | Vendredi 6 avril, 18h00 |         |    | Samedi 7 avril, 15h00 | Samedi 7 avril, 15h00 |
|  | Limoges                 | 100                     |         |    | Samedi 7 avril, 15h00 | Samedi 7 avril, 15h00 |
|  | Limoges                 | 100                     |         |    | Samedi 7 avril, 15h00 | Samedi 7 avril, 15h00 |
|  | Pau-Orthez              | 81                      |         |    | Samedi 7 avril, 15h00 | Samedi 7 avril, 15h00 |
|  | Pau-Orthez              | 81                      | Limoges | 87 |                       |                       |
|  | Vendredi 6 avril, 20h30 |                         | Limoges | 87 |                       |                       |
|  |                         | Cholet                  | 84      |    |                       |                       |
|  | Antibes                 | Cholet                  | 84      | 85 |                       |                       |
|  | Antibes                 |                         |         | 85 |                       |                       |
|  | Cholet                  | 94                      |         |    |                       |                       |
|  | Cholet                  | 94                      |         |    |                       |                       |